# Urban Dictionary
Urban Dictionary avagy városi szótár egy több forrásból bővülő online szótár, mely szleng szavakat és kifejezéseket tartalmaz. Az oldalt 1999-ben alapította az akkori Dictionary.com és a Vocabulary.com paródiájaként a főiskola-elsőéves Aaron Peckham. Egyes definíciók megtalálhatóak már 1999-ből, de a legtöbb korai definíció 2003-ból származik. A 2014-es év elején a szótárban már több, mint hétmillió definíció szerepelt, miközben ez a szám 2000 új bejegyzéssel bővült naponta. 2014 novemberében az Urban Dictionary hirdetési oldalán található statisztikai adatok szerint a honlap havi rendszerességgel átlagosan 72 millió megnyilvánulást, illetve 18 millió egyéni olvasót tudhat magáénak. Bárki, aki rendelkezik Facebook vagy Gmail fiókkal, bővítheti a szótárat új kifejezésekkel/definíciókkal, amiket aztán a több mint 20 000 önkéntes szerkesztő bírál el.

## Tartalom
Az Urban Dictionary (Városi szótár) kontextusából kiindulva egy kifejezés meghatározása nem csak a szó szerinti definíciót tartalmazza, hanem egyben leírásokat is. Az Urban Dictionary-n található definíciók nem feltétlenül jelentenek szigorú meghatározást, sőt, csupán az adott kifejezés néhány aspektusának leírása elegendő lehet arra, hogy bekerüljön a szótárba.
Eredetileg, az Urban Dictionary-t a szleng, kulturális szavak és kifejezések szótárának szánták, amelyek nem találhatóak meg egy standard szótárban, de manapság már bármilyen szó vagy kifejezés definícióját tartalmazhatja. Előfordulhat, hogy a szavaknak vagy kifejezéseknek több definíciójuk/használatuk/példájuk/toldalékuk  van az Urban Dictionary-n.
Az Urban Dictionary látogatói benyújthatnak új definíciókat regisztráció nélkül is, de érvényes e-mail-címmel kell rendelkezniük. Az önkéntes szerkesztőknek jóvá kell hagyniuk az új definíciókat, mielőtt azok a szótárba kerülnének. A szerkesztők nem használnak útmutatót, amikor elfogadják vagy elutasítják a definíciókat.

## Fordítás
Ez a szócikk részben vagy egészben  az   Urban Dictionary című angol Wikipédia-szócikk ezen változatának fordításán alapul.  Az eredeti cikk szerkesztőit annak laptörténete sorolja fel. Ez a jelzés csupán a megfogalmazás eredetét és a szerzői jogokat jelzi, nem szolgál a cikkben szereplő információk forrásmegjelöléseként.